# Henny Brenner
Henny Brenner (geboren als Henny Wolf am 25. November 1924 in Dresden; gestorben am 16. Mai 2020 in Weiden in der Oberpfalz) war eine jüdische deutsche Zwangsarbeiterin, die in ihrem autobiographischen Bericht Das Lied ist aus (2001) über ihr Leben in Dresden und die Rettung ihres Lebens durch die Bombenangriffe auf Dresden im Februar 1945 erzählt hat.

## Leben
Henny Wolf wuchs in einer wohlhabenden großbürgerlichen Familie in Dresden auf. Ihr Vater Max Wolf war Protestant, ihre Mutter Rebekka Jüdin. Ihre Großeltern mütterlicherseits waren nach antijüdischen Pogromen in Russland 1892 von Minsk nach Dresden gekommen. Der Vater hatte in diese Minsker Familie jüdischer Zigarrenfabrikanten eingeheiratet und betrieb u. a. das Kino „Palast-Theater“ in der Alaunstraße 28 (später unter dem Namen „Kosmos“ bekannt). 

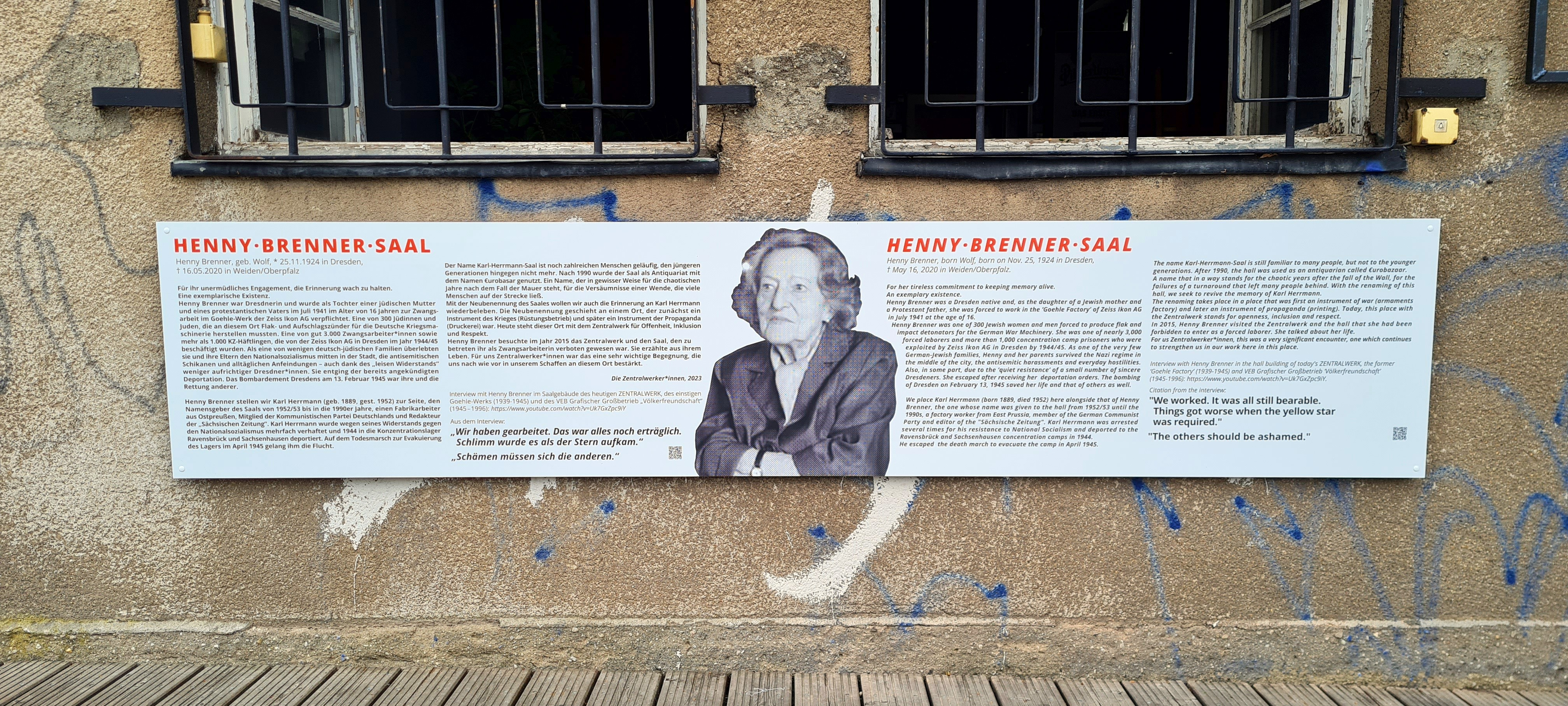
Informationstafel für Henny Brenner am ehemaligen Goehle-Werk (2023)

Mit den nationalsozialistischen Rassegesetzen veränderte sich das Leben der nun „gemischt-rassischen nicht-privilegierten Familie“ schlagartig. Henny Brenner wurde beschimpft, isoliert und ausgestoßen. Im Juli 1941 wurde sie zur Zwangsarbeit ins Goehle-Werk verbracht. Für den 16. Februar 1945 stand ihre Deportation bevor, die sie aber wegen der gleichzeitig einsetzenden Bombardierungen Dresdens nicht mehr anzutreten gezwungen war. Sie flüchtete mit ihren Eltern, die sich in einem verlassenen Haus versteckten und das Kriegsende abwarteten. Alle drei Familienmitglieder überlebten.
Die Zerstörung der Stadt rettete sie vor der Deportation, obwohl auch danach noch die Gestapo – selbst ausgebombt – nach versteckten Juden suchte. Henny Brenner berichtet auch von dieser Zeit bis zum Einmarsch der Roten Armee (8. Mai) und der anschließenden Flucht nach West-Berlin und später nach Weiden.
Henny Brenner wurde am 19. Mai 2014 für ihre Aufklärungsarbeit als Zeitzeugin der Sächsische Verdienstorden verliehen.
Der Historiker Michael Brenner ist ein Sohn von Henny Brenner.
Am 14. Mai 2023 wurde der Große Saal im Dresdner Zentralwerk in Henny-Brenner-Saal umbenannt.

## Autobiographie
- „Das Lied ist aus“. Ein jüdisches Schicksal in Dresden. Zürich 2001, ISBN 3-85842-398-X. Neuauflage Wallstein 2017, ISBN 978-3835331327.
- Hörbuch: Henny Brenner erzählt aus ihrem Leben: „Nichts gewusst?! Sie haben uns doch gesehen mit dem gelben Stern!“ Reihe: Edition Zeugen einer Zeit, Paul Lazarus Stiftung (Hrsg.), 2011. 2 Audio-CDs, ISBN 978-3-942902-01-4.